# Haguro (tàu tuần dương Nhật)
Haguro (tiếng Nhật:羽黒) là một tàu tuần dương hạng nặng của Hải quân Đế quốc Nhật Bản, là chiếc cuối cùng trong lớp Myōkō bao gồm bốn chiếc; những chiếc còn lại trong lớp này là Myōkō, Nachi và Ashigara. Tên của nó được đặt theo ngọn núi Haguro tại tỉnh Yamagata. Haguro đã hoạt động trong Chiến tranh Thế giới thứ hai, và bị đánh chìm tại eo biển Malacca ngày 16 tháng 6 năm 1945.

## Thiết kế và chế tạo
Những con tàu trong lớp này có trọng lượng rẽ nước 13.300 tấn, dài 204 m và có thể di chuyển với tốc độ tối đa đến 36 knot (67 km/h). Chúng mang được hai thủy phi cơ và dàn pháo chính bao gồm mười khẩu 203mm (8 inch), hỏa lực mạnh nhất vào thời đó đối với mọi tàu tuần dương trên thế giới.
Haguro được đặt lườn tại xưởng tàu của hãng Mitsubishi tại Nagasaki vào ngày 16 tháng 3 năm 1925, được hạ thủy và đặt tên vào ngày 24 tháng 3 năm 1928, và được đưa ra hoạt động cùng Hải quân Đế quốc Nhật Bản vào ngày 25 tháng 4 năm 1929.

## Lịch sử hoạt động
Khởi đầu Thế Chiến II, Haguro có mặt tại Đông Ấn thuộc Hà Lan nơi nó đối đầu cùng tàu chiến đối phương ngoài khơi Makassar ngày 8 tháng 2 năm 1942. Nó đóng một vai trò quan trọng trong Trận chiến biển Java vào ngày 27 tháng 2, và đã góp phần vào việc đánh chìm tàu tuần dương Anh HMS Exeter và tàu khu trục HMS Encounter vào ngày 1 tháng 3.
Ngày 7 tháng 5 năm 1942, Haguro tham gia trận chiến biển Coral. Sau đó nó di chuyển đến khu vực quần đảo Solomon nơi nó tham dự trận chiến Đông Solomons vào ngày 24 tháng 8 năm 1942; hỗ trợ cho cuộc triệt thoái khỏi Guadalcanal vào cuối tháng 1 năm 1943; rồi bị hư hại nhẹ trong Trận chiến vịnh Nữ hoàng Augusta vào ngày 2 tháng 11 năm 1943. Ngày 19 tháng 6 năm 1944, nó sống sót sau khi trải qua trận chiến biển Philippine, và trong các ngày 23-25 tháng 10 năm 1944 nó bị hư hại nhẹ trong trận chiến vịnh Leyte.
Vào tháng 5 năm 1945, Haguro là mục tiêu của các tàu chiến Anh Quốc trong Chiến dịch Dukedom. Chi hạm đội Khu trục 26 tìm thấy nó cùng với tàu khu trục Kamikaze ngay sau nửa đêm 16 tháng 5 năm 1945 và bắt đầu tấn công. Trong trận chiến sau đó, Kamikaze chỉ bị hư hại nhẹ, nhưng Haguro trúng phải đạn pháo và ba quả ngư lôi Mark IX, bắt đầu chạy chậm dần và nghiêng 30 độ qua mạn trái. Đến 2 giờ 32 phút, Haguro bắt đầu chìm với phần đuôi chìm trước trong eo biển Malacca cách Penang 88 km (55 dặm). Kamikaze cứu được 320 người sống sót. Chín trăm người khác trong đó có Phó Đô đốc Shintarō Hashimoto và Thuyền trưởng Chuẩn Đô đốc Kaju Sugiura chìm theo con tàu. Sau này Chuẩn Đô đốc Sugiura được truy thăng lên Phó Đô đốc. Trận đánh này là hoạt động đấu pháo cuối cùng giữa các hạm tàu nổi trong lịch sử.
Haguro được rút khỏi danh sách Đăng bạ Hải quân vào ngày 20 tháng 6 năm 1945. Xác tàu đắm của nó được tìm thấy vào năm 2003, cho thấy sự phá hủy đáng kể cấu trúc thượng tầng do trận chiến cuối cùng và cũng do các trận đánh trước đó.

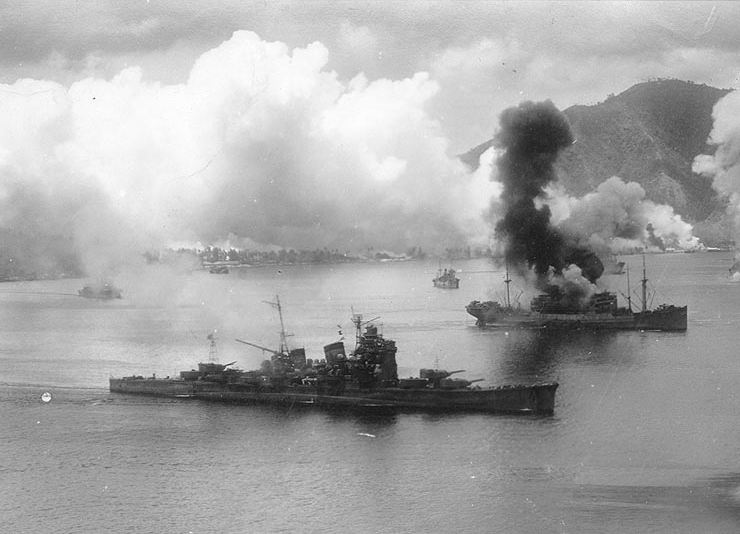
Haguro đang bị tấn công tại Rabaul ngày 2 tháng 11 năm 1943, cho thấy những hư hại sau Trận chiến vịnh Nữ hoàng Augusta sáng hôm đó.

## Danh sách thuyền trưởng
- Keitaro Hara (sĩ quan trang bị trưởng): 1 tháng 10 năm 1928 - 25 tháng 4 năm 1929
- Keitaro Hara: 25 tháng 4 năm 1929 - 30 tháng 11 năm 1929
- Sekizo Uno: 30 tháng 11 năm 1929 - 1 tháng 12 năm 1930
- Sonosuke Kobayashi: 1 tháng 12 năm 1930 - 10 tháng 10 năm 1931
- Naokuni Nomura: 10 tháng 10 năm 1931 - 14 tháng 2 năm 1933
- Jo Morimoto: 14 tháng 2 năm 1933 - 15 tháng 11 năm 1933
- Minoru Yamaguchi: 15 tháng 11 năm 1933 - 15 tháng 11 năm 1934
- Michimoto Nakayama: 15 tháng 11 năm 1934 - 15 tháng 11 năm 1935
- Nam tước Tomoshige Samejima: 15 tháng 11 năm 1935 - 1 tháng 12 năm 1936
- Muneshige Aoyagi: 1 tháng 12 năm 1936 - 1 tháng 12 năm 1937
- Masao Yamamoto: 1 tháng 12 năm 1937 - 20 tháng 4 năm 1938
- Saichiro Tomonari: 20 tháng 4 năm 1938 - 27 tháng 12 năm 1939
- Masaki Ogata: 27 tháng 12 năm 1939 - 15 tháng 10 năm 1940
- Kiyoshi Hamada: 15 tháng 10 năm 1940 - 25 tháng 7 năm 1941
- Tomokazu Mori: 25 tháng 7 năm 1941 - 20 tháng 10 năm 1942
- Jisaku Uozumi: 20 tháng 10 năm 1942 - 1 tháng 12 năm 1943 (được thăng lên Chuẩn Đô đốc ngày 1 tháng 11 năm 1943.)
- Chuẩn Đô đốc Kaju Sugiura: 1 tháng 12 năm 1943 - 16 tháng 5 năm 1945 (được thăng lên Chuẩn Đô đốc ngày 1 tháng 5 năm 1945; tử trận, được truy thăng lên Phó Đô đốc)

### Sách
- D'Albas, Andrieu (1965). Death of a Navy: Japanese Naval Action in World War II. Devin-Adair Pub. ISBN 0-8159-5302-X.
- Dull, Paul S. (1978). A Battle History of the Imperial Japanese Navy, 1941-1945. Naval Institute Press. ISBN 0-87021-097-1.
- Lacroix, Eric (1997). Japanese Cruisers of the Pacific War. Linton Wells. Naval Institute Press. ISBN 0-87021-311-3.